# حسون أصفر المنقار
الحسون أصفر المنقار (Carduelis flavirostris) هو طير صغير من العصفوريات وينتمي لعائلة الشرشوريات.